# 하리마역
하리마역(일본어: 播磨駅)은 일본 미에현 구와나시에 위치한 요로 철도 요로 선의 철도역이다. 단선 승강장 1면 1선의 구조를 갖춘 지상역이다.

## 이용 현황
| 연도 | 승차 인원 |
| ---- | --------- |
| 1997 | 661       |
| 1998 | 644       |
| 1999 | 579       |
| 2000 | 469       |
| 2001 | 439       |
| 2002 | 445       |
| 2003 | 439       |
| 2004 | 444       |
| 2005 | 482       |
| 2006 | 488       |
| 2007 |           |
| 2008 | 360       |
| 2009 | 330       |
| 2010 | 317       |
| 2011 | 476       |
| 2012 | 453       |
| 2013 | 226       |
| 2014 | 496       |
| 2015 | 384       |
| 2016 | 264       |

## 역 주변
- NTN 구와나 제작소

## 역사
- 1939년 12월 29일 : 요로 전철의 구와나 - 시모후카야 간에 신설 개업.
- 1940년 8월 1일 : 산구 급행 전철로의 합병에 의해 이 회사의 역이 됨.
- 1941년 3월 15일 : 오사카 전기 궤도로의 합병 및 사명 변경에 의해 간사이 급행 철도의 역이 됨.
- 1944년 6월 1일 : 간사이 급행 철도와 난카이 철도의 합병에 의한 사명 변경으로 긴키 닛폰 철도의 역이 됨.
- 2000년 3월 1일 : 무인역화.
- 2007년 10월 1일 : 긴키 닛폰 철도로부터의 경영 분리에 의해, 요로 철도의 역이 됨.

## 인접 역
| 요로 철도 요로 선  | 요로 철도 요로 선 | 요로 철도 요로 선    |
| ------------------ | ----------------- | -------------------- |
| 구와나 구와나 방면 | ■ 요로 선         | 시모후카야 이비 방면 |